# غراهام داي
غراهام داي (بالإنجليزية: Graham Day)‏ (22 نوفمبر 1953 برستل المملكة المتحدة - 8 فبراير 2021) هو لاعب كرة قدم بريطاني يلعب كمدافع.